# Evil Game
Pour plus de détails, voir Fiche technique et Distribution.
Evil Game (titre original anglais : They Wait) est un film de fantômes canadien réalisé par Ernie Barbarash, sorti en 2007.
Écrit par Trevor Markwart, Carl Bessai et Doug Taylor (en) le film raconte l'histoire de Shen Lou, interprété par Vicky Huang (en), qui joue le rôle d'une jeune Chinoise de dix-sept ans, tuée par la tante de Jason (Terry Chen) qui a un fils, Sammy (Regan Oey (en)), avec sa femme Sarah (Jaime King), qui devra établir toute la lumière sur le meurtre pour sauver leur fils du fantôme de Shen. Produit par Diane Boehme, Uwe Boll, Stephen Hegyes (en), Andrew Koster, Jonathan Shore et Shawn Williamson (en), le film a été tourné en langue anglaise en Colombie-Britannique au Canada et diffusé au Festival international du film de Toronto le 7 septembre 2007, sous le titre anglais : They Wait, littéralement : Ils attendent. Puis il est sorti en direct-to-video en France le 6 juillet 2012 en DVD.

## Synopsis
Dans les années 1940, une famille chinoise, Zaye avait une fausse fabrique de vêtements qui couvrait un atelier de misère de filles débarqué de Chine. Shen Lou (Vicky Huang (en)), une jeune Chinoise de dix-sept ans se dirige vers une pièce et comprend que la famille Zaye n'envoie pas les ossements en Chine près de leurs ancêtres, mais les stockes derrière un mur après les avoir déterrés. Oncle Ben surprend Shen en train de les espionner, et tante Mei la tue d'un coup de hache. De plus, la famille chassait illégalement des ourses pour récupérer la bile.
En 2007, Raymond Zaye (Colin Foo) l'oncle de Jason Terry Chen), chasse l'ourse mais il coince son pied dans un piège, et un ourse le tue. Jason, sa femme Sarah (Jaime King) et leurs fils Sammy (Regan Oey (en)) qui vivent à Shanghaï depuis trois ans, retournent à Vancouver pour les obsèques de l'oncle Raymond Zaye.
Après les funérailles, Sammy voit des fantômes qui le persécutent et il tombe gravement malade. Sa maladie coïncide avec la fête chinoise du mois de fantômes Ghost Month (en). Les parents de Sammy l'amène à l'hôpital, mais médecins et psychologues, ne peuvent pas expliquer les causes du coma de Sammy. Face à l'échec de la médecine occidentale et ses forces étant épuisées, Sarah se tourne vers un mystérieux pharmacien Henry O (en)), qui lui raconte que Sammy son fils est prisonnier d'une personne décédée.
Sarah comprend qu'elle doit maintenant découvrir ce que veut l'esprit avant le dernier jour du mois de fantômes, sinon au cas contraire, elle perdra Sammy son enfant. Sarah tape un coup sur un tambourin, et s'injecte un produit contenue dans une seringue. Un homme apparait, elle lui lance une orange qui la happe au vol avec sa langue et l'avale. L'homme conduit Sarah dans le passé. Sarah entre dans l'entrepôt où elle voit Shen Lou.
Shen Lou se dirige vers une pièce et comprend que la famille Zaye n'envoie pas les ossements en Chine près de leurs ancêtres, mais les stockes derrière un mur après les avoir déterrés. Oncle Ben surprend Shen en train de les espionner, et tante Mei la tue d'un coup de hache. Avec l'arrivée du communisme en Chine, qui ferme les frontières même aux morts, interdit les rapatriements d'ossements, la famille Zaye arrête sa société philanthropique et emmure tous les ossements derrière un mur, dont ceux de Shen.
Sarah se réveille attachée à un lit d'hôpital. Jason la libère et ils retournent tous les deux à l'entrepôt des Zaye. Sarah casse le mur, où tombent les ossements qui attendent de retourner en Chine. Sarah promet d'y pourvoir. Les médecins disent à Sarah qu'ils ne comprennent pas pourquoi Sammy est miraculé.

## Fiche technique
- Titre français : Evil Game
- Titre original : anglais : They Wait (littéralement : Ils Attendent)
- Titre québécois : 30 Jours de terreur
- Réalisation : Ernie Barbarash
- Scénario : Trevor Markwart, Carl Bessai et Doug Taylor (en)
- Photographie : Gregory Middleton (en)
- Musique : Hal Beckett (en)
- Direction artistique : Chris August (en)
- Décors : Shirley Inget
- Distribution des rôles : Eyde Belasco, Colleen Bolton (Colleen Rogers) et Maureen Webb
- Costumes : Kate Main
- Montage : Lisa Robison
- Effets speciaux : Rob Mackie, Jak Osmond
- Costume : Kate Main
- Maquillage : Céline Godeau, Elisabeth Jolliffe, Tana Lynn Moldovanos, Bill Terezakis, Maureen Terezakis
- Producteur : Diane Boehme, Uwe Boll, Stephen Hegyes (en), Andrew Koster, Jonathan Shore et Shawn Williamson (en),
- Société de production : Brightlight Pictures
- Société de distribution : 
  - Canada : Brightlight Pictures (en) et TVA Films
  - France : Elephant Films
- Genre : film de fantômes et Slasher
- Format : Couleurs - 2.35 : 1 - 35 mm - son Dolby Digital
- Pays d'origine :  Canada
- Langue : Anglais
- Durée : 89 minutes
- Année de production : mars 2007 (tournage) - 2007 (post-production et finalisation)
- Dates de sortie : 
  -  Canada 30 Jours de terreur : 7 septembre 2007 (Toronto International Film Festival)
  -  Allemagne Demon Days - Im Bann der Dämonen ( Im Monat der Geister): 20 mars 2008 (création de DVD)
  -  États-Unis They Wait  : 15 avril 2008 (WorldFest Houston)
  -  Pays-Bas Demon Day's : 11 novembre 2008 (DVD premiere)
  -  France Evil Game : 6 juillet 2012 (DVD premiere)
- interdit aux moins de 12 ans

## Distribution
- Jaime King : Sarah [8]
- Terry Chen (VQ : Pierre-Étienne Rouillard) : Jason, le mari de Sarah
- Regan Oey (en) : Sammy, le fils de Sarah et Jason
- Cheng Pei-pei : Tante Mei Zaye
- Henry O (en) : pharmacien
- Colin Foo : oncle Raymond Zaye
- Chang Tseng : oncle Xiang Zaye
- Vicky Huang (en) : Shen Lou, la jeune femme tué par tante Mei
- Michael Biehn : Blake O' Connell, photographe journaliste
- Donald Fong : Ben, un vieil associé
- Wally Houn : Pang
- Stephen M.D. Chang : croque-mort des pompes-funèbres
- Donny Lucas (en) : le docteur de Sammy
- Suzanne Bastien : infirmière #1
- Erika Conway : infirmière #2
- Grace Fatkin : réceptionniste
- Joseph May : Paramédical
- Yee Jee Tso (en) : vendeuse en magasin de pharmacie
- Paul Wu : jeune Raymond
- Maggie Ma : jeune Mei
- Nelson Wong (en) : jeune Ben
- Vincent Tong (en) : jeune Xiang
- Igor Ingelsman : Travailleur

## Critique et réception
La review aggregator Rotten Tomatoes rapporte le résultat des 460 critiques interrogés ont donné au film une critique négative de 40 %, la note moyenne est de 2,4 / 10.
Joe Leydon de Variety a écrit que le « réalisateur Ernie Barbarash fait un usage judicieux de tromperie CGI - dans une scène clef, il choque habilement son auditoire en riant - mais au fond, c'est une vieille école traditionaliste lorsqu'il s'agit de choses effrayantes». Le Toronto Star et ReelFilm ont tous deux éreinté le film, avec David Nusair de ReelFilm disant que  They Wait  est "un fastidieux et carrément stupide travail.",
Le film est basé sur des faits réels.

## Lieux du tournage
Le film a été tourné à Gastown à Vancouver et Victoria (Colombie-Britannique, Canada).